# Сидоренко Ольга Володимирівна
Ольга Володимирівна Сидоренко (Власенко) (нар. 6 листопада 1979, Україна) – українська письменниця та ілюстраторка. Одна із засновниць літературної спільноти «Ловці слів», драматургиня в «Театр письменниць».
Сидоренко (Власенко) Ольга Володимирівна народилась 6 листопада 1979 року в м. Ужгород Закарпатської області. Згодом разом із батьками та молодшою сестрою переїхала в м. Хмельницький. Закінчила НВК № 10. Поступила в Хмельницький національний університет й отримала вищу освіту економіста. Працювала за спеціальністю в АТ «Укрпошта».
Після народження другої дитини, якій в п’ять років поставили діагноз розлади аутистичного спектру (РАС), звільнилась з посади й присвятила себе реабілітації доньки. 
Письменницьку кар’єру розпочала після 35 років. 
Ольга Сидоренко називає себе інді-письменницею.  
Для своїх книг робить все самостійно: пише текст, підбирає палітру, робить ілюстрації, створює шрифти, готує QR-коди з інформацією, робить дизайн обкладинки, верстаю та знаходить кошти для друку. 
Основні напрями у творчості: казки, горор оповідання, сучасна проза, фантастика та фентезі. 
Отримала освіту Web Design & Animation в It STEP Academy в 2020 році.

## Участь у конкурсах
Брала участь у конкурсах: Триада часу, OpenWord, Бабай, Без пробілів, Зоряна фортеця, Наш формат, Наважитися бути, Коронація слова, Твоя поетична листівка, Богуславська мініатюра, Потайсвіт, Наші почуття, Без меж, Фензін Підвал, Міжкультурний конкурс короткого оповідання INK, Аркуш та інших.
В 2020 році перемогла в конкурсі, присвяченому Юрію Котермаку (Дрогобицькому). Оповідання «Читач долі» надруковано в збірці «Тріада часу», 4 випуск, м. Дрогобич.
В 2021 році перемогла з есеєм «Чи кожен зійде на Говерлу» и отримала можливість провести два тижні в Карпатській літературній резиденції. 
Есе пізніше було надруковано у книзі Марії Титаренко «Не музи, а м’язи».
В 2021 році перемогла в конкурсі «Богуславська мініатюра». Оповідання «Гіркий полин» надруковано в журналі «Унікальна Богуславщина – перлина Київщини!», присвяченому 30-річчю незалежності України.

## Творчі здобутки
Оповідання «Чого навчили мене птахи» надруковано в літературному альманасі «Горизонт», видавець Стасюк Л.С., Хмельницький.
Оповідання «Ті, хто залишається, коли всі йдуть» надруковано в літературному альманасі «Зі мною назавжди», видавець Стасюк Л.С., Хмельницький.
Оповідання «Хлопчик і дракон» надруковано у Віснику XI міжнародного конкурсу короткої прози «Zeitglas», Київ.
Книга «Знайомтеся, — це Моерта!»  вийшла у видавництві «Гамазин», Київ. Це казка про мексиканську смерть, яка мандрує українським селом і зустрічає дівчинку на ім’я Святка.
В 2022 році книга «Дзуйхіцу Я-лкоголь» вийшла у видавництві «Гамазин». Це гумористичний проект про відчуття, які дарує той чи інший алкогольний напій.
Також у видавництві Ліра-К (Київ) надрукований артбук «2/3 світла».
З жовтня 2022 по вересень 2023 року успішно пройшла Річну програму письменницької майстерності від Litosvita та отримала диплом. Персональним куратором був Ростислав Семків.
В 2023 році вийшла книга «Моертине свято», «Коло», м. Дрогобич. Це друга книга про мексиканську смерть. В ній розповідається про те, що Моерта зажадала побачити своїх братів та сестер, проте ніхто з них не з’явився на влаштовану нею вечірку.
В 2024 році оповідання «Зносинець» надруковано в збірці науково-фантастичних оповідань «Безмежний космос», упорядник Олександр Гаврик.
Взяла участь у печворк-проєктах Сергія Батури «Босорка» з оповіданням «Босорка і чужий хист» та «Плането, це я» з оповіданням «Погодки».
Оповідання «Баба Жаба дивиться телепередачу» та «Свині вам не івасики» надруковані в збірці «100 відтінків темряви», укладач Констянтин Зотов. 
В проекті «Птахвіль» – казки від шести хмельницьких письменників взяла участь як ілюстраторка, так і письменниця (говорить від імені персонажа Біла Ворона).

## Літературно-мистецька діяльність
Ольга Сидоренко разом із Оленою Леус та Поліанною Швець одна із засновниць літературної спільноти міста Хмельницького «Ловці слів» (з серпня 2023 р.). Раз на тиждень спільнота збирається офлайн для лекцій та вправ з творчого письма.
Ольга Сидоренко драматургиня у «Театр письменниць». В 2023 році театр дебютував із п’єсою «Місто+час».
У 2024 році презентували виставу «Книга, яка мене написала».

## Про автора
1. Ольга Сидоренко